# Marathon van Madrid 1990
De marathon van Madrid 1990 werd gelopen op zondag 29 april 1990. Het was de dertiende editie van deze marathon.
De overwinning bij de mannen ging naar de Braziliaan Jose Cesar de Souza in 2:14.24. Hij verbeterde hiermee het parcoursrecord en bleef de nummer twee Vicente Anton uit Spanje een kleine halve minuut voor. Bij de vrouwen was de Spaanse Marina Prat het snelste en finishte in 2:37.14. Net als de eerste man verbeterde ook zij het parcoursrecord.

## Uitslagen

### Mannen
| rang   | naam                | land | tijd    |
| ------ | ------------------- | ---- | ------- |
| Goud   | Jose Cesar de Souza | BRA  | 2:14.24 |
| Zilver | Vicente Anton       | ESP  | 2:14.51 |
| Brons  | Ian Haggen          | ENG  | 2:16.55 |
| 4      | Enrique Cortinas    | ESP  | 2:17.15 |
| 5      | Wieslaw Dubiel      | POL  | 2:20.08 |
| 6      | Eduardo Alcaina     | ESP  | 2:20.16 |
| 8      | Diego Sanchez       | ESP  | 2:20.30 |
| 9      | Janusz Wojcik       | POL  | 2:21.00 |
| 13     | Ramiro Matamoros    | ESP  | 2:23.19 |

### Vrouwen
| rang   | naam                | land | tijd    |
| ------ | ------------------- | ---- | ------- |
| Goud   | Marina Prat         | ESP  | 2:37.14 |
| Zilver | Rosa-Maria Talavera | ESP  | 2:41.09 |
| Brons  | Czeslawa Mentlewicz | POL  | 2:42.45 |
| 4      | Anna Iskra          | POL  | 2:42.55 |
| 5      | Carmen Mingorance   | ESP  | 2:43.01 |
| 6      | Elena Cobos         | ESP  | 2:45.30 |
| 7      | Maria Lopez         | ESP  | 2:48.41 |
| 8      | Joaquina Casas      | ESP  | 2:49.54 |
| 9      | Consuelo Casanovas  | ESP  | 2:50.24 |

1978 ·
1979 ·
1980 ·
1981 ·
1982 ·
1983 ·
1984 ·
1985 ·
1986 ·
1987 ·
1988 ·
1989 ·
1990 ·
1991 ·
1992 ·
1993 ·
1994 ·
1995 ·
1996 ·
1997 ·
1998 ·
1999 ·
2000 ·
2001 ·
2002 ·
2003 ·
2004 ·
2005 ·
2006 ·
2007 ·
2008 ·
2009 ·
2010 ·
2011 ·
2012 ·
2013 ·
2014 ·
2015 ·
2016 ·
2017